# NTT西日本-関西
株式会社NTT西日本-関西（エヌティティにしにほん-かんさい）は、かつて存在した西日本電信電話（NTT西日本、大阪市）の子会社。大阪府大阪市北区に本社を置き、電気通信設備関係や工事関係などで主に大阪府と和歌山県を管轄していた。
2013年10月1日、他のNTT西日本の地域会社などとともにNTT西日本-東海へ吸収合併され、NTTビジネスソリューションズ株式会社となった。

## 事業内容
- 電気通信設備に関わる設備提案、設計、工事、保守、交換局管理、コンサルティング及び設備・品質管理。IP電話やインターネット接続サービスを担当
- 西日本電信電話株式会社等からの問い合わせ、注文受付、販売業務等の受託等

## 担当地域
- 大阪府全域
  - （※三島郡島本町、四條畷市田原台・緑風台・さつきヶ丘・下田原の全域と上田原の一部、東大阪市生駒山上を除く）
- 和歌山県全域

- 例外
  - 京都府
    - 京都市西京区大原野出灰
    - 八幡市岩田大谷飛地

  - 奈良県
    - 御所市金剛山
    - 吉野郡十津川村竹筒（たけとう）・七色

  - 三重県
    - 南牟婁郡紀宝町

  - 兵庫県
    - 川西市黒川・国崎
    - ※市外局番が「06」または「072」でも収容局が兵庫県にある場合は基本的にNTT西日本-兵庫の管轄であったが、川西市黒川地区は収容局が大阪府豊能郡豊能町ときわ台にあるため例外でNTT西日本-関西の管轄であった。

## スポーツ活動
NTT西日本陸上競技部所属の大崎悟史は2007年世界陸上選手権のマラソン代表